# Краљ Квинса
Краљ Квинса (енгл. The King of Queens) америчка је хумористичка телевизијска серија (ситком), емитована од 1998. до 2007. године на Си-Би-Есу. Радња серије се одвија у Рего Парку, делу Квинса у Њујорку (мада је снимано у Калифорнији) и прати живот припадника радничке класе — достављача Дага, његове жене Кери и њеног оца, Артура.
Последња епизода, у трајању од сат времена, премијерно емитована је 14. маја 2007. године, чиме је Краљ Квинса постао последње завршен амерички играни ситком који је са емитовањем кренуо 1990их година.
У Србији, серија се емитује на каналу Комеди сентрал екстра, титлована на српски језик. Дистрибуцију је радио CBS Studios International, а титл Ес-Ди-Ај Медија.

## Радња
Даг и Кери Хефернан су муж и жена, припадници радничке класе, који живе на адреси "3121 Aberdeen Street", Квинс, Њујорк, заједно са Кериним оцем, Артуром Спунером. Даг ради као возач камиона у измишљеној достављачкој фирми International Parcel Service (IPS), док је Кери секретарица на Менхетну, у правничкој, а касније у фирми за продају некретнина. Животе им компликује Артур, са својим несносним хировима, те касније унајмљују шетачицу паса, Холи, да проводи време са њим у шетњи.
У серији су представљени и Дагови пријатељи Дикон Палмер, Спенс Олчин и Ричи Јанучи, као и Дагов рођак Дени Хефернан. Диконова супруга Кели је Керина најбоља другарица.

## Преглед
| Сезоне | Сезоне | Епизоде | Оригинално емитовање | Оригинално емитовање |
| Сезоне | Сезоне | Епизоде | Почетак емитовања    | Крај емитовања       |
| ------ | ------ | ------- | -------------------- | -------------------- |
|        | 1      | 25      | 21. септембар 1998   | 17. мај 1999         |
|        | 2      | 25      | 20. септембар 1999   | 22. мај 2000         |
|        | 3      | 25      | 2. октобар 2000      | 28. мај 2001         |
|        | 4      | 25      | 24. септембар 2001   | 20. мај 2002         |
|        | 5      | 25      | 23. септембар 2002   | 19. мај 2003         |
|        | 6      | 24      | 1. октобар 2003      | 19. мај 2004         |
|        | 7      | 22      | 27. октобар 2004     | 18. мај 2005         |
|        | 8      | 23      | 19. септембар 2005   | 22. мај 2006         |
|        | 9      | 13      | 6. децембар 2006     | 14. мај 2007         |

## Улоге
| Глумац          | Улога                       |
| --------------- | --------------------------- |
| Кевин Џејмс     | Даглас "Даг" Хефернан       |
| Лија Ремини     | Кери Хефернан (рођ. Спунер) |
| Џери Стилер     | Артур Спунер                |
| Виктор Вилијамс | Дикон Палмер                |
| Петон Освалт    | Спенсер "Спенс" Олчин       |
| Лари Романо     | Ричард "Ричи" Ланучи        |
| Гери Валентајн  | Данијел "Дени" Хефернан     |
| Никол Саливан   | Холи Шамперт                |
| Мерин Данги     | Кели Палмер                 |
| Лу Феринго      | Лу Феринго                  |